# Internationale Handbalfederatie
De Internationale Handbalfederatie (Engels: International Handball Federation), vaak afgekort tot IHF, is het organiserend en controlerend orgaan voor handbal in Europa. De IHF wordt erkend door het Internationaal Olympisch Comité.
De IHF is opgericht op 11 juli 1946 in Kopenhagen. De IHF is de opvolger van de Internationale Amateur Handbal Federatie, die werd opgericht in 1928.

## (Voormalige) presidenten
| No.     | Name            | Country     | Term                               |
| ------- | --------------- | ----------- | ---------------------------------- |
| 1.      | Gösta Björk     | Zweden      | 11 juli 1946 – 9 september 1950    |
| 2.      | Hans Baumann    | Zwitserland | 9 september 1950 – 9 februari 1971 |
| Interim | Paul Högberg    | Zweden      | 9 februari 1971 – 23 augustus 1972 |
| 3.      | Paul Högberg    | Zweden      | 23 augustus 1972 – 25 juli 1984    |
| 4.      | Erwin Lanc      | Oostenrijk  | 25 juli 1984 – 26 november 2000    |
| 5.      | Hassan Moustafa | Egypte      | 26 november 2000 – heden           |

## Toernooien

### Landenteams
- Wereldkampioenschap mannen
- Wereldkampioenschap vrouwen
- Wereldkampioenschap mannen onder 21
- Wereldkampioenschap vrouwen onder 20
- Wereldkampioenschap mannen onder 19
- Wereldkampioenschap vrouwen onder 18

### Clubteams
- IHF Super Globe

### Beachhandbal
- Wereldkampioenschap beachhandbal
- Wereldkampioenschap onder 17
- IHF Beachhandball Global Tour

### Rolstoelhandbal
- Wereldkampioenschap rolstoelhandbal

### Multisport evenementen
- Handbal op de Olympische Zomerspelen